# Krystalfilter
Et krystalfilter er et elektronisk filter, som anvender kvartskrystal resonatorer. (Det er kun nogle få kvartskrystal atomkonfigurationer, som er piezoelektriske) Fordi disse kvartskrystaller er piezoelektriske, kan deres mekaniske karakteristikker anvendes i elektroniske kredsløb.

## Krystalfiltre har normalt høj selektivitet
Kvartskrystaller fungerer som mekaniske resonatorer med en meget høj godhed (fra 10.000 til 100.000 og højere - langt højere end konventionelle resonatorer bygget af spoler og kondensator). Krystallernes stabilitet og dets høje godhed muliggør filtre at have præcise centerfrekvenser og stejle båndpaskarakteristikker. Krystalfilter dæmpning i båndpasset er typisk 1,5-5 dB.
Ved at koble to eller flere kvartskrystalresonatorer sammen kan selektive filtre - med ønsket båndbredde, designes indenfor visse båndbreddegrænser.

## Anvendelse
Krystalfiltre anvendes almindeligvis indenfor telekommunikationsapparater såsom radiomodtagere og radiosendere.
Et krystalfilter anvendes ofte i superheterodynmodtageres mellemfrekvenstrin i højkvalitets radiomodtagere. Billigere superheterodynmodtagere anvender keramiske filtre bygget af keramiske resonatorer (der også anvender den piezoelektriske effekt) - eller afstemte LC-kredsløb. Et krystal ladder filter er en krystalfiltervariant, der laves af flere krystaller i serie.
Krystalfiltre er typisk designet med centerfrekvenser på 9 MHz eller 10,7 MHz til at yde selektivitet i kommunikationsmodtagere - eller ved højere frekvenser. Måden et krystal skæres på afgør krystallets mulige resonansfrekvenser.

## Historisk
Designmetoden til at anvende kvartskrystaller som filtreringskomponent, blev anvist af professor Walter Cady i 1922. Det var mest Warren P. Masons arbejde i de sene 1920'ere og tidlige 1930'ere, som anviste metoder til at indlejre kvartskrystaller i LC-lattice-filter netværk, som bidrog med mange fremskridt indenfor telefonkommunikation. Krystalfilter design fra 1960'erne tillod ægte Chebyshev, Butterworth - og andre typiske filterkarakteristikker. Krystalfilter design fortsatte med at blive forbedret i 1970'erne og 1980'erne med udviklingen af multipol monolitiske filtre, som fortsat anvendes i dag.